# 天主教斯普林菲尔德-开普吉拉多教区
天主教斯普林菲爾德-開普吉拉多教區（拉丁語：Diocesis Campifontis-Capitis Girardeauensis）是美國一個羅馬天主教教區，屬聖路易斯總教區。
範圍包括密蘇里州南部，教座位於該州西部最大城市斯普林菲爾德。2004年有教友68,217人、66區、132名司鐸。現任教區主教為雅各伯·V·莊斯頓。
1956年8月24日教區成立。